# Okada Takematsu

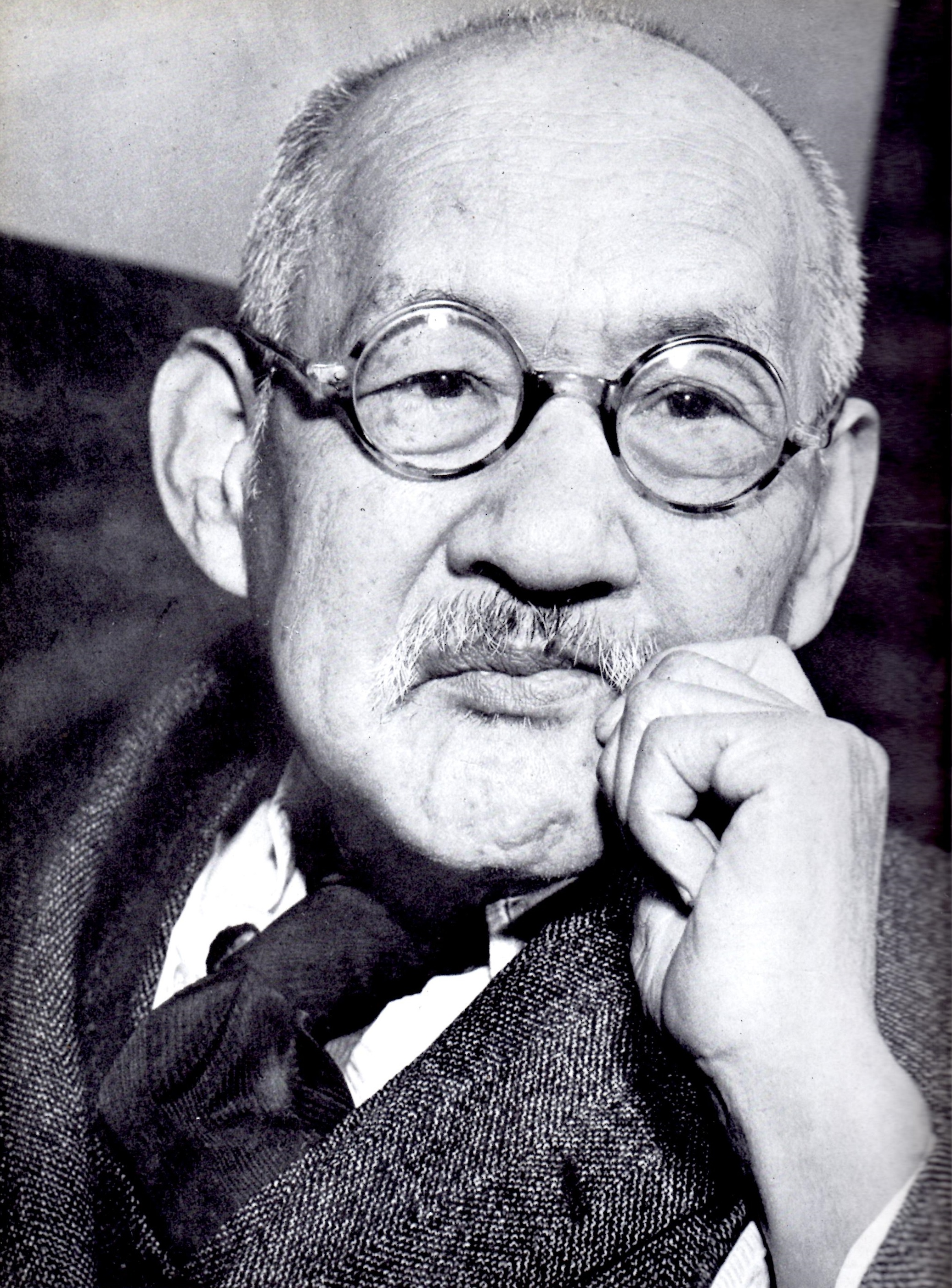
Okada Takematsu

Okada Takematsu (japanisch 岡田武松; geboren 17. August 1874 in Abiko (Präfektur Chiba); gestorben 2. September 1956) war ein japanischer Meteorologe.

## Leben und Wirken
Okada Takematsu sah in seiner Jugend die großen Überschwemmungen, die in jener Zeit der Fluss Tonegawa verursachte, und begann sich für das Wettergeschehen und für Katastrophenschutz zu interessieren. Nach seinem Abschluss an der Universität Tokyo im Fach Physik im Jahr 1899 trat er in das staatliche Wetteramt (気象庁, Kishō-chō) ein. 1923 wurde er Direktor des Wetteramtes und 1930 Präsident der „Meteorologischen Gesellschaft Japans“ (日本気象学会, Nihon Kishō gakkai). Okada führte wichtige Neuerungen in die japanische Meteorologie ein, wie Wetterbeobachtungen aus der Luft.
1949 wurde Okada mit dem Kulturorden ausgezeichnet, 1951 als Person mit besonderen kulturellen Verdiensten.
Unter seinen zahlreichen Publikationen zum Thema Wetter seien „Kishōgaku kōwa“ (気象学講話), eine Vortragsreihe die in Zusammenfassungen 1908, 1910, 1913 und 1916 erschien, „Kishōgaku“ (気象学) – „Meteorolgie“ – aus dem Jahr 1927 und seine letzte Publikation mit dem Titel „Regen“ (雨, Ame) erwähnt, das 1950 erschien.